# Papa, ne már!
A Papa, ne már! Nógrádi Gábor vidám ifjúsági regénye, amely a családi összetartozásról, a türelemről és a szeretetről szól.

## Történet
Ebben a regényben egy ötödikes fiú naplójából olvashatunk részleteket. Samu nagyon szereti az anyai nagyapját (a Papát), de főleg akkor, amikor két-három napnál nem hosszabban vannak együtt. Papa, mivel a felesége meghalt, hozzájuk költözik - állandóra - a messzi Nyíregyházáról, és ez már nem tetszik az ötödikes kisfiúnak. Főleg azért nem - mert ugyan a leánytestvére szobáját kapja meg szállásul az öregúr -, de így Samu, akinek egyébként Adorján a becsületes neve, kénytelen megosztani a szobáját Bibivel, cserfes kishúgával. A cselekmény előrehaladtával a galibák és a félreértések száma növekszik, a szerencsétlen Samunak egyre kevesebb nyugodt pillanat jut az életből. A Papa mindenbe beleszól, légkalapácsokat megszégyenítő hangerővel horkol, ráadásul mindent jobban tud, állandóan fontoskodik, vénember létére a környék összes nőjének udvarol, s ha segíteni akar, akkor abban sincs sok köszönet. Samu már nem sokáig bírja cérnával, de valahogy - ahogy az idő telik - egyre jobban megkedveli az öreget. A közösen átélt élmények (kudarcok és sikerek) hatására egyre inkább olyanokká válnak, mint két jó barát. A Papával a kötet végén azonban egy rettenetes dolog történik. Samu a sírás határán - áttekintvén, hogy honnan hová jutott a kapcsolatuk - rohan a nagyapjához. A Papa - bár kegyetlen traumán van túl - most sem hazudtolja meg önmagát. Úgyhogy a nevetés a történet végén is garantált.

## Szereplők
- Samu (eredetileg Adorján)
- Papa (Romanek Rudolf)
- Anya
- Apa (Dezső)
- Bibi (Samu óvodás húga)
- Klárinyó (Samu osztályfőnöke)
- Tivoli Eszter
- özv. Satrafa Ottóné Csóth Emília (Emília néni, a kutyakozmetikus)
- Lebényi, Tóti, Olivér, Diána (Samu osztálytársai)
- Bigelné, Taricska Ágota (a nagy költő leánya)
- tanító néni és gyermekcsoportja a Hadtörténeti Múzeumban
- doktor bácsi
- Laura, a virágárus
- Ervin
- ápoló néni